# 六一書房
六一書房（ろくいちしょぼう）は、東京都千代田区神田神保町にある書店・出版社。アジア輸入学術図書、歴史学・考古学を中心とする学術図書を多く販売・出版している。新刊本は「六一考古通信」によって紹介される。

## 概要
専門家むけの学術書が多く、各種シンポジウム・発表会にともなう資料図書、また、各種研究会・考古学会の研究成果をまとめた資料集なども数多く刊行している。

## 所在地
- 東京都千代田区神田神保町2-2-22

## 主な出版物
- 「考古学リーダー」シリーズ